# Brojan
Brojan je priimek v Sloveniji, ki ga je po podatkih Statističnega urada Republike Slovenije na dan 1. januarja 2010 uporabljalo 68 oseb in je med vsemi priimki po pogostosti uporabe uvrščen na 5.991. mesto.

## Znani nosilci priimka
- Janez Brojan star. (1906 - 2002), planinec
- Janez Brojan (1947 -), alpinist, gorski reševalec - letalec; član IV. jsl. himalajske odprave
- Jože Brojan (1950 - 2017), književnik
- Larisa Brojan, arhitektka (gradnja iz slame: Prekmurje)
- Matic Brojan - "Brojč", gorski kolesar
- Miha Brojan, strojnik
- Matjaž Brojan (1944 -), novinar, publicist, kulturni delavec, rezbar